# Camponotus obesus
Camponotus obesus är en myrart som beskrevs av Piton 1935. Camponotus obesus ingår i släktet hästmyror, och familjen myror. Inga underarter finns listade.